# Diyarbakır
Diyarbakır (în kurdă:Amed, în arabă și turca otomană: دیاربکر, în armeană:Ամիդ - Amid,în antichitate - și Dikranakert,în siriacă: ܐܡܝܕ Amid) 
este un oraș din Turcia de peste 600.000 locuitori, după Gaziantep, al doilea oraș al Anatoliei de sud după numărul populației. 
Capitală a districtului Diyarbakır, el este așezat pe un platou de bazalt pe malul de vest (drept) al Tigrului, în nordul Mesopotamiei. În antichitate a fost cunoscut mai ales ca Amida sau Ameda, a fost inclusă în Armenia Major, iar în epoca otomană sub numele de Amed sau Diyarbekir. Până la Primul război mondial a avut o însemnată populație creștină, mai ales armeană. În a doua jumătate a secolului al XX-lea, orașul a devenit principalul centru al kurzilor din Turcia. 

## Numele
Numele antic al localității, Amid sau Amida, ar fi fost menționat încă  în epoca asiriană pe teaca unei spade, fiind folosit pe parcursul secolelor în diverse versiuni de către armeni, de către creștinii asirieni, de arabi și de kurzi (Amed). Armenii au mai numit orașul Dikranakerd sau Tigranakert după regele lor din secolul I d.Hr. Tigran cel Mare. În epoca romană și bizantină orașul s-a numit Amida. O vreme s-a numit și Constantia, după împăratul Constantin cel Mare, care l-a reconstruit. Turcii artukizi și Ak-koyunlu l-au numit Amid cel negru - Kara Amid, probabil, din cauza culorii negre a zidurilor sale și a clădirilor zidite cu bazalt. În cartea „Zafername” este numit Fortăreața neagră „Kara Kale”, iar în „Cartea lui Dede  Korkut” și alte scrieri turce apare sub denumirea Kara Hamid. 
În  vremea cuceririlor arabe islamice din secolul al VII-lea regiunea a inceput sa fie cunoscută ca Diyar Bakr, regiunea tribului Bakr. Cu timpul numele regiunii a trecut în limba turcă și asupra orașului - Diyar Bekir. Unii cercetatori kurzi susțin că numele Bekir vine de la un trib kurd din regiune, în timp ce creștinii sirieni susțin că numele Dair Bekir ar însemna cea dintâi mânăstire sau Mânăstirea Fecioarei  
În anul 1937 când în cursul unor ostilități cu kurzii, Kemal Atatürk a vizitat orașul, el a decis să-i schimbe numele din „Diyarbekir” în „Diyarbakır”, adica „regiunea cuprului” din  cauza zăcămintelor bogate de cupru din jur.

## Grădinile Hevsel, Cetatea Diyarbakır
Între Cetatea Diyarbakır și răul Tigru se află Grădinile Hevsel, șapte sute de hectare de terenuri cultivate și fertile. Grădinile Hevsel au fost create între oraș și râu, cu scopul de a furniza apă și mâncare locuitorilor, fiind menționate prima dată în secolul al IX-lea î.Hr.. Castelul fortificat, aflat pe ruta Drumului mătăsii, a fost închis de un sistem de ziduri defensive cu patru porți principale (al doilea cel mai lung zid din lume după Marele Zid Chinezesc), iar grădinile, alimentate de izvoare pe panta abruptă de mai jos, au jucat un rol vital în menținerea orașului aprovizionat și udat. Grădinile au fost adăugate pe lista experimentală UNESCO în 2013 și au devenit un loc al Patrimoniului Mondial UNESCO în 2015, împreună cu zidurile cetății Diyarbakır.

## Personalități născute aici
- Zilan Tigris (1972 - 2023), cântăreață armeană.